# Distrito de Kutná Hora
El distrito de Kutná Hora es uno de los doce distritos que forman la región de Bohemia Central, República Checa, con una población estimada a principio del año 2018 de 75 189 habitantes. Se encuentra ubicado en el centro-oeste del país, cerca de Praga, la capital del país. Su capital es la ciudad de Kutná Hora.

## Localidades (población año 2018)
- Adamov 123
- Bernardov 190
- Bílé Podolí 627
- Bludov 26
- Bohdaneč 418
- Brambory 108
- Bratčice 380
- Čáslav 10 397
- Čejkovice 32
- Černíny 389
- Červené Janovice 657
- Čestín 440
- Chabeřice 251
- Chlístovice 740
- Chotusice 721
- Církvice 1287
- Dobrovítov 107
- Dolní Pohleď 85
- Drobovice 390
- Hlízov 591
- Horka I 404
- Horka II 403
- Horky 412
- Horušice 178
- Hostovlice 247
- Hraběšín 111
- Kácov 796
- Kluky 491
- Kobylnice 207
- Košice 57
- Krchleby 405
- Křesetice 678
- Kutná Hora 20 536
- Ledečko 170
- Malešov 1029
- Miskovice 1,079
- Močovice 379
- Nepoměřice 210
- Nové Dvory 864
- Okřesaneč 192
- Onomyšl 318
- Opatovice I 127
- Paběnice 194
- Pertoltice 157
- Petrovice I 277
- Petrovice II 112
- Podveky 205
- Potěhy 625
- Rašovice 369
- Rataje nad Sázavou 522
- Řendějov 237
- Rohozec 296
- Samopše 158
- Schořov 74
- Šebestěnice 90
- Semtěš 265
- Slavošov 151
- Soběšín 146
- Souňov 137
- Staňkovice 286
- Starkoč 135
- Štipoklasy 145
- Suchdol 1134
- Sudějov 81
- Svatý Mikuláš 860
- Třebešice287
- Třebětín 101
- Třebonín 135
- Tupadly 634
- Uhlířské Janovice 3118
- Úmonín 500
- Úžice 656
- Vavřinec 543
- Vidice 233
- Vinaře 249
- Vlačice 259
- Vlastějovice 449
- Vlkaneč 617
- Vodranty 80
- Vrdy 2914
- Záboří nad Labem 850
- Žáky 348
- Zbizuby 463
- Zbraslavice 1359
- Zbýšov 640
- Žehušice 773
- Žleby 1315
- Zruč nad Sázavou 4758